# El Kuelgue
El Kuelgue est un groupe argentin de rock, originaire de Buenos Aires.

## Histoire
Le style musical du groupe se caractérise par un mélange de genres multiples tels que le funk, le jazz, le candombe, le rock, la bossa nova, le tango, et le reggae, entre autres. Le tout entrecoupé de freestyle, de touches d'humour absurde et de théâtralité,. Le groupe est dirigé par l'acteur et scénariste Julián Kartún (chant) et est complété par Santiago Martínez (chant et claviers), Juan Martín Mojoli (basse), Benjamín Lopez Barrios (guitare), Pablo Vidal (saxophone) et Tomás Baillie (batterie). Le groupe fait la première partie de Paul McCartney en mai 2016, à l'Estadio Único de La Plata.
En 2022, ils effectuent une tournée nationale dans des villes telles que Buenos Aires, Córdoba, Mendoza, et La Plata, entre autres, La même année, le groupe est nommé aux premios Carlos Gardel du meilleur album de pop alternatif pour leur album studio Cuentito sorti en 2021.

## Style musical
En 2019, ils font remarquer qu'ils n'ont pas de formule fixe pour créer des chansons, car ils mélangent une grande variété de genres s'approchant d'un son urbain. Illya Kuryaki and the Valderramas sont l'une de leurs principales influences. En 2022, le chanteur du groupe, Julián Kartún, remarque que le groupe fait des incursions dans différents genres pour s'amuser. 

## Discographie
- 2010 : Beatriz
- 2013 : Ruli (Sony Music)
- 2015 : Cariño Reptil (Sony Music)
- 2018 : Fierrín Lado A
- 2021 : Cuentit (Discos Crack)
- 2023 : Hola Precioso (Discos Crack)